# Фрідгельм Швайгер
Фрідгельм Швайгер (нім. Friedhelm Schweiger; 7 березня 1917, Бад-Цігенгальс — 1 вересня 1998, Бад-Наугайм) — німецький офіцер-підводник, капітан-лейтенант крігсмаріне.

## Біографія
3 квітнря 1937 року вступив на флот. З січня 1940 року — 2-й торпедний офіцер на важкому крейсері «Блюхер». Після загибелі крейсера 9 квітня 1940 року призначений командиром роти 301-го морського артилерійського дивізіону в Гортені. З травня 1940 року — ад'ютант в штабі морського коменданта Південного Крістіансанна. З червня 1940 року — референт з торпедних питань в штабі морського коменданта Молде. З 5 січня по 6 червня 1942 року пройшов курс підводника. 15 червня переданий в розпорядження 2-ї флотилії. З 30 червня 1942 по березень 1943 року — 1-й вахтовий офіцер на підводному човні U-125. З 15 березня по 15 квітня 1943 року пройшов курс командира човна. З 20 травня 1943 року — командир U-313, на якому здійснив 12 походів (разом 279 днів у морі). 9 травня 1945 року здався британським військам в Нарвіку. В квітні 1947 року звільнений.

## Звання
- Кандидат в офіцери (3 квітня 1937)
- Морський кадет (21 вересня 1937)
- Фенріх-цур-зее (1 травня 1938)
- Оберфенріх-цур-зее (1 липня 1939)
- Лейтенант-цур-зее (1 серпня 1939)
- Оберлейтенант-цур-зее (1 вересня 1944)
- Капітан-лейтенант (1 червня 1944)

## Нагороди
- Залізний хрест
  - 2-го класу (24 квітня 1940)
  - 1-го класу (19 лютого 1943)
- Нагрудний знак підводника (6 листопада 1942)
- Нагрудний знак флоту (27 березня 1943)
- Фронтова планка підводника в бронзі (червень 1944)